# Slag bij Peachtree Creek
De Slag bij Peachtree Creek vond plaats op 20 juli 1864 in Fulton County, Georgia tijdens de Amerikaanse Burgeroorlog. Het was de eerste grote aanval van de nieuwe bevelhebber van het Zuidelijke Army of Tennessee, namelijk luitenant-generaal John Bell Hood, tegen de Noordelijke legers van generaal-majoor William T. Sherman die voor de poorten van Atlanta stonden.

## Achtergrond
Begin mei had Sherman zijn offensief gestart tegen het Zuidelijke Army of Tennessee. Gedurende meer dan twee maanden vocht Shermans strijdmacht; die bestond uit het Army of the Cumberland, het Army of the Tennessee en het Army of the Ohio; verschillende slagen uit met het Army of Tennessee onder leiding van generaal Joseph E. Johnston. Hoewel de Zuidelijken tactische overwinningen boekten bij New Hope Church, Pickett's Mill en Kennesaw Mountain dienden ze door flankeerbewegingen van Sherman telkens opnieuw hun defensieve linies te verlaten. Op 8 juli staken de Noordelijken de Chattahoochee over, de laatste natuurlijke hindernis voor Atlanta.
Johnston trok zich terug naar Peachtree Creek, net ten noorden van Atlanta, om vandaaruit een deel van het Army of the Cumberland aan te vallen terwijl het Peachtree Creek zou oversteken. Op 17 juli ontving Johnston een telegram van de Zuidelijke president Jefferson Davis waarin stond dat hij uit zijn commando ontgeven was. Hij werd vervangen door luitenant-generaal John Bell Hood In tegenstelling tot de voorzichtige en conservatieve aanpak van Johnston, stond Hood bekend als een generaal met een gezonde dosis agressie. Hood nam het bevel op zich en voerde onmiddellijk de door Johnston geplande tegenaanval uit.
Op 19 juli ontving Hood informatie van zijn verkenners. Sherman had zijn leger opgesplitst. Thomas’ Army of the Cumberland rukte rechtstreeks op naar Atlanta. Het Army of the Ohio van generaal-majoor John M. Schofield en het Army of the Tennessee onder leiding van James B. McPherson rukte enkele kilometers verder op langs parallelle wegen om de spoorwegen aan te pakken. Thomas moest op verschillende plaatsen Peachtree Creek oversteken wat zijn leger kwetsbaar maakte. Hood hoopte van Thomas te kunnen aanvallen terwijl die de Creek overstak. Daarna zou hij een wig kunnen drijven tussen Thomas en de rest van Shermans leger waardoor Sherman gedwongen zou zijn om Atlanta in eerste instantie links te laten liggen.

## De slag
Tijdens de ochtend van 20 juli stak het Army of the Cumberland de Peachtree Creek over en nam defensieve stellingen in. Het XIV Corps onder leiding van general-majoor John M. Palmer nam de rechterflank voor zijn rekening. Het XX Corps onder leiding van generaal-majoor Joseph Hooker stelde zich op in het centrum. De linkerflank werd ingenomen door één divisie onder leiding van John Newton van het IV Corps. De rest van het korps werd naar Schofield en McPherson gestuurd aan de oostzijde van Atlanta. De Noordelijke stellingen waren nog niet af toen de Zuidelijke aanval plaatsvond.
Hood stuurde twee van zijn drie korpsen om aan te vallen. Hardees korps nam de rechterflank waar. Het korps van Alexander P. Stewart nam de linkerflank voor zijn rekening. Het derde korps zou de Noordelijke eenheden ten oosten van Atlanta in het oog houden. Hood wou de aanval om 13.00u beginnen. Door verkeerde communicatie werd de aanval uitgesteld. Hood had instructies gegeven aan Hardee om contact te houden met het korps van Stewart. Toen Stewart in oostelijke richting bewoog, schoof ook Hardee op. Pas tegen 15.00u werd dit manoeuvre stopgezet. De Zuidelijke aanval vond uiteindelijk plaats om 16.00u. Op de Zuidelijke rechterflank ontmoetten Hardees soldaten sterke weerstand. Op de linkerflank kende Stewart meer succes. Twee Noordelijke brigades dienden zich terug te trekken. De meeste soldaten en de standaard van de 33rd New Jersey Infantry Regiment werden gevangengenomen. Ook een Noordelijke batterij ging verloren. De Noordelijken zetten een tegenaanval in en na zware gevechten werd de Zuidelijke doorbraak afgewend. Ondertussen probeerde Hardee zijn reserve in de strijd te gooien om zijn aanval opnieuw op gang te trekken. Hij kreeg echter een dringend bericht van Hood dat de divisie van Patrick Cleburne naar Cheatham moest gestuurd worden om de Noordelijke tegenaanval af te weren.

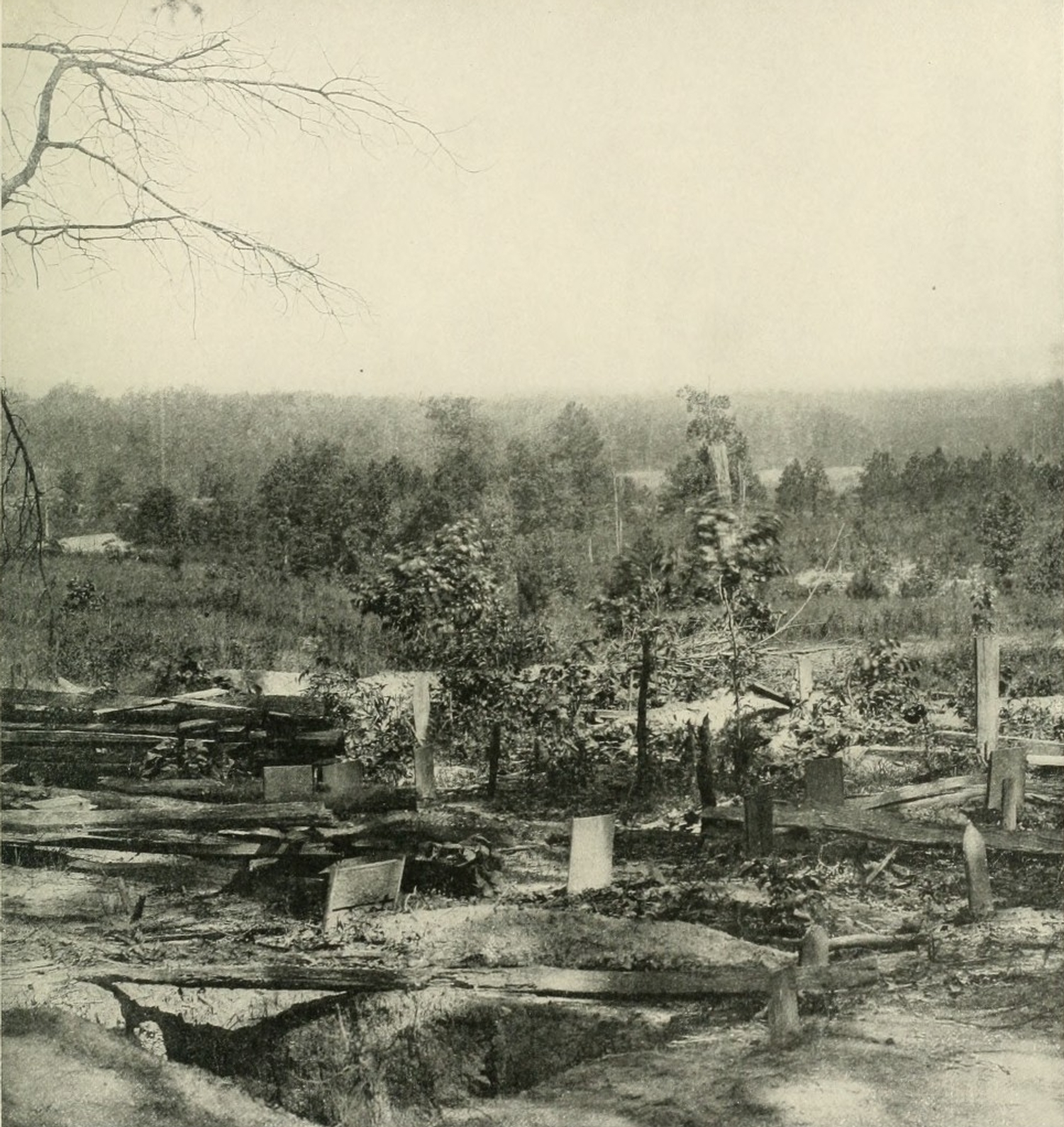
Noordelijke graven waar Hood de Noordelijken aanviel bij Peachtree Creek

De Noordelijke linies hielden stand. De Noordelijken verloren ongeveer 1.900 soldaten tegenover 2.500 Zuidelijke slachtoffers.